# Edifício A Tarde
Edifício A Tarde é um prédio inaugurado em 12 de dezembro de 1930, localizado na Praça Castro Alves em Salvador, município capital do estado brasileiro da Bahia. Com vista para a Baía de Todos-os-Santos, funciona como um hotel do Grupo Fasano desde 2018. Porém, foi construído para ser sede da redação jornalística do jornal A Tarde, uso que perdurou até 1975, quando entrou em decadência.
O prédio serviu de cenário para o filme Quincas Berro d'Água, lançado no ano de 2010 e dirigido por Sérgio Machado.

## História
A história do edifício A Tarde é vinculado com a história do jornal baiano A Tarde, um dos mais tradicionais do estado da Bahia e do país fundado no ano de 1912 pelo empresário e jornalista Ernesto Simões Filho. Primeiramente, a redação do jornal passou por alguns prédios na Ladeira da Preguiça e na Rua Santos Dumont, localizados no bairro do Comércio. Com o crescimento e desenvolvimento do jornal, se fez necessário maquinário mais moderno de impressão e tipografia. Com isso, em 28 de julho de 1928 e foi comprado um terreno na Praça Castro Alves visando erguer um prédio para a redação do jornal e sua impressão.
O prédio foi inaugurado no dia 12 de dezembro de 1930, tendo elemento arquitetônicos da art déco e da art nouveau, sendo um dos principais representantes dessas vanguardas europeias em Salvador. A obra foi elaborada pela empresa E. Kemnitz & Cia, importante construtora que comandou diversas obras no Brasil.
A estrutura do prédio é organizada pensando no jornal A Tarde. Os subsolos e os dois primeiros pavimentos eram ocupados pela A Tarde, assim como o primeiro andar, no qual ficavam a administração e a redação. Do segundo ao quarto andares, o espaço foi aproveitado para aluguel de salas comerciais, onde encontravam-se consultórios médicos, dentistas, escritórios de advocacia, negócios e escritórios de engenharia, como o da então Odebrecht (atual Novonor). O quinto e o sexto andares eram ocupados pelo Hotel Wagner.
O prédio recebeu o jornal até o ano de 1975. Após a desocupação do prédio pelo jornal, o imóvel caiu em decadência chegando a ser abandonada e sua estrutura comprometida. Porém, no ano de 2007, o prédio foi comprado pela Holding Baiana Prima Empreendimentos, e passou a ser operado pelo grupo de hotelaria Fasano. O prédio foi tombado pelo órgão de preservação memorial baiana Instituto do Patrimônio Artístico e Cultural da Bahia (IPAC) como Bem Cultural da Bahia no ano de 2013. A obra de restauro do prédio — dentro dos padrões impostos pelo tombamento — custou cerca de sessenta milhões de reais. Inaugurado em 2018, o hotel foi citado na revista estadunidense Time como um dos "cem melhores hotéis do mundo".